# Bodziec (fizjologia)
Bodziec (fizjologia) – uczucie, czynnik fizyczny lub biochemiczny powodujący specyficzną reakcję receptorów nerwowych lub innej komórki; bądź rozpoczynający ciąg reakcji w układach: nerwowym lub hormonalnym; zmiana środowiska zewnętrznego, w którym znajduje się dana komórka lub narząd.
Pod względem natężenia bodźce można zróżnicować od bodźców podprogowych do bodźców destrukcyjnych.
Brak bodźców prowadzi do deprywacji sensorycznej.
Zbyt mała lub zbyt duża dla danego osobnika liczba bodźców wywołuje stres.
By bodziec wywołał reakcję musi mieć odpowiednio długi czas działania i odpowiednią siłę.
Ze względu na receptory lub układ generujący bądź reagujący na bodziec, dzielimy je na:
- cieplne
- dotykowe
- emocjonalne
- słuchowe
- smakowe (chemiczne)
- węchowe (chemiczne)
- wzrokowe
- elektromagnetyczne
  - magnetyczne
  - elektryczne
  - świetlne
- seksualne

Mamy dwie główne grupy bodźców:
- Właściwy (synonimy: fizjologiczny, adekwatny)
- Niewłaściwy (synonimy: niefizjologiczny, nieadekwatny)

Podział bodźców ze względu na siłę:
- Podprogowy
- Progowy
- Maksymalny
- Ponadmaksymalny

Warunek skuteczności bodźca:
- odpowiednia siła
- odpowiedni czas użyteczny
- zmienność parametrów bodźca

Klasyfikacja bodźców:
1. Proste i złożone (np. dla oka bodźcem prostym będzie światło, a złożonym barwy, zespół figur)
2. Ze względu na pochodzenie ekstero-; intero-: proprioreceptywne, eksteroreceptywne, czyli pochodzące z zewnątrz, interoreceptywne, czyli pochodzące z wewnątrz i proprioreceptywne, czyli takie, które są wewnątrz organizmu, ale działają na zewnątrz (narząd ruchu, narząd równowagi)
3. fizyczne (mechaniczne i termiczne); chemiczne (substancje smakowe, zapachy, hormony, feromony); elektromagnetyczne (fale); sytuacje z otoczenia